# Главы Тюмени
В данной статье представлен список глав города Тюмени.

## Русское царство (1586—1721)

### Воеводы
| - 1586 — Сукин, Василий Борисович и Мясной, Иван Никитич - 1586—1592 — неизвестны - 1593 — Булгаков, Юрий Дмитриевич и Воейков, Богдан (Лука) Тимофеевич - 1594 — Барятинский, Пётр Андреевич и Воейков Богдан - 1595—1596 — Долгоруков-Чёрт, Григорий Иванович - 1597—1598 — Бахтеяров-Ростовский, Владимир Иванович - 1599—1600 — Щербатов, Лука Осипович - 1601—1602 — Приимков-Ростовский, Александр Данилович Кутюк и Пушкин, Фёдор Семёнович - 1603—1605 — Замыцкий, Андрей Васильевич - 1606—1615 — Годунов, Матвей Михайлович - 1615—1617 — Коркодинов, Фёдор Иванович - 1618—1619 — Мезецкий, Никита Михайлович и Щелкалов, Иван Васильевич - 10 марта 1620—1622 — Пушкин, Фёдор Фёдорович и Елизаров, Михаил Григорьвич - 1623—1624 — Долгоруков, Михаил Борисович и Редриков Юрий Афиногенович - 1625—1626 — Плещеев, Иван Васильевич и Ярлыков, Иван Иванович - 1627—1628 — Пушкин (Черной), Пётр Тимофеевич - 1629—1630 — Измайлов, Прокофий Хрисанфович (Булгакович) - 14 января 1631 — 11 октября 1632 — Жеребцов, Семён Иванович - 11 октября 1632 — 21 января 1635 — Милюков, Иван Иванович - 21 января 1635 — февраль 1639 — Львов, Иван Андреевич меньшой - февраль 1639—1642 — Барятинский, Григорий Петрович - 1643 — Колтовской, Яков Васильевич - 1644—1645 — Бобрищев-Пушкин, Иван Гаврилович - 1646—1648 — Тургенев, Иван Юрьевич меньшой - 1649—1651 — Чоглоков, Селивёрст Александрович | - 1652 — Веригин, Иван Тимофеевич - 1653—1654 — и. д. воеводы Ельдезин, Никифор Иванович - 1655 — и. д. воеводы Полуектов, Матвей Леонтьевич - 1656 — Шадрин, Иван Титович - 1657 — Веригин, Фёдор Иванович - 1658 — и. д. воеводы Новгородов Алексей - 3 февраля 1659—1661 — Кафтырев, Андрей Васильевич - 1662—1665 — Павлов, Михаил Данилович - 1666—1667 — Лодыгин, Иван Иванович - 1668—1669 — Блудов, Самуил Михеевич - 1670 — Беклемишев, Алексей Михайлович - 1671 — и. д. воеводы Козинский, Ефим Иванович - 1672 — и. д. воеводы Толбузин, Иларион Борисович - 1673—1676 — Загряжский, Кирилл Александрович - 1676—1679 — Квашнин, Михаил Мелентьевич - 1680—1681 — Козловский, Андрей Афанасьевич - 1682—1685 — Ртищев, Тимофей Григорьевич - 1686—1689 — Колобов, Никифор Иванович - 1690 — Полуектов, Дмитрий Иванович - 1691—1692 — Ордин-Нащокин, Лаврентий Иванович - 1693—1698 — Раевский, Тит Васильевич - 12 января 1699—1706 — Тухачевский, Осип Яковлевич - 1706—1712 — Копьев, Даниил Степанович - с 1712 — Вахрамеев (Вахромеев), Григорий Иванович - до 1721 — Нефедьев П. |  |

## Российская империя (1721—1917)

### Воеводы
- Исупов, Александр Дементьевич
- Угрюмов, Дмитрий
- 1736 — Филисов Ф.
- до 1773(?) — Тихомиров, Михаил Иванович

### Городские головы
После принятия Екатериной II в 1785 году Жалованной грамоты городам была учреждена должность городского головы, избираемого городской Думой и утверждаемого губернатором:
| - 1785—1788 — Прасолов, Иван - июль 1789—1790 — Решетников, Семён Андреевич - 6 сентября 1797 — 6 сентября 1800 — Аласин, Андрей Иванович - 1800—1803 — Прасолов, Иван Семёнович - 1803—1806 — Аласин, Андрей Иванович - 1806—1809 — Прасолов, Иван Семёнович - 1809—1812 — Башарин, Семён Петрович - 1812—1815 — Прасолов, Сила Семёнович - 1815—1818 — Проскуряков, Василий Иванович - 1821—1824 — Барашков, Егор Васильевич - 1825 — 29 сентября 1825 — Пеньевский, Михаил Семёнович - сентябрь 1825 — январь 1826 — Башарин, Семён Петрович - январь 1826 — сентябрь 1827 — Аласин, Иван Андреевич - 1827—1830 — Барашков, Иван Васильевич - 1831—1833 — Пеньевский, Михаил Семёнович - 1834—1836 — Кармачёв, Лев Андреевич - 1837—1839 — Иконников, Иван Васильевич - 1840(?) — июль 1842 — Зайков, Матвей Яковлевич | - 1843—1845 — Проскуряков, Абрам Егорович - 1846—1848 — Шешуков, Кондратий Кузьмич - 1849—1851 — Котовщиков, Евлампий Александрович - около 1851—1853 — Глазков, Алексей Григорьевич - январь 1855—1861 — Трусов, Иван Васильевич - 1859(?) — Шешуков, Кондратий Кузьмич - 1861—1863 — Подаруев, Иван Алексеевич - 1864—1867 — Решетников, Иван Егорович - 1867—1868 — Молодых, Гавриил Тимофеевич - 1867—1869 — Колмогоров, Филимон Стефанович - 1870—1872 — Подаруев, Прокопий Иванович - март — июль 1874 — Глазунов, Афанасий Кузьмич - 1874 — Глазков, Захар Григорьевич - 25 января 1877—1884 — Подаруев, Прокопий Иванович - 21 сентября 1885—1888 — Матягин, Пётр Иванович - январь 1889—1898 — Мальцев, Анатолий Алексеевич - 17 января 1899 — март 1911 — Текутьев, Андрей Иванович - апрель 1911 — март 1916 — Никольский, Павел Иванович - 26 апреля 1916 — 8 июля 1917 — Плишкин, Капитон Андреевич |  |

## Революция и Гражданская война (1917—1922)

### Городские головы
- 25 июля 1917 — 08 марта 1918 — Флоринский, Алексей Семёнович
- 20 июля 1918 — 01 июня 1919 — Флоринский, Алексей Семёнович

### Председатели Временного исполнительного комитета
- 3 марта — 21 марта 1917 — Колокольников, Виктор Иванович
- 21 марта — октябрь 1917 — Беседных, Николай Иванович

### Военно-революционные комитеты

#### Председатели Тюменского ВРК
- ноябрь 1917 — 27 февраля 1918 — Кузнецов, Михаил Фёдорович

#### Председатели Тюменского губревкома
- 18 августа — 14 октября 1919 — Макаров, Аристарх Дмитриевич
- 14 октября 1919 — январь 1920 — Шумяцкий, Борис Захарович
- январь — февраль 1920 — Попов, Иван Васильевич
- 25 апреля — 9 июня 1920 — Новосёлов, Степан Андреевич

### Советские органы

#### Председатели тюменских Советов
- 1 марта — 2 марта 1917 — Реут, Дмитрий Павлович (председатель Совета солдатских депутатов)
- 2 марта — лето 1917 — Ткач С. И. (председатель Совета рабочих депутатов)
- лето 1917 — 20 января 1918 — Малкин Г. С. (председатель Совета рабочих и крестьянских депутатов)

#### Председатели исполкомов тюменских Советов
- 2 марта — лето 1917 — Реут, Дмитрий Павлович (председатель исполкома Совета рабочих депутатов)
- лето — октябрь 1917 — Реут, Дмитрий Павлович (председатель исполкома Совета рабочих и крестьянских депутатов)

#### Председатели исполкома Совета рабочих и солдатских депутатов
- 23 января — 5 марта 1918 — Пермяков, Георгий Прокопьевич
- 05 марта — 05 апреля 1918 — Немцов, Николай Михайлович

#### Председатели Тюменского губисполкома
- июнь 1920 — июнь 1921 — Новосёлов, Степан Андреевич
- с июня 1921 — Макаров, Александр Кондратьевич
- январь — декабрь 1922 — Попов, Иван Васильевич

#### Председатели исполкома Тюменского уездно-городского Совета
- 1921—1922 — Первухин, Иван Фёдорович
- 1922 — Мосиевский, Акепсим Федотович

### Партийные органы

#### Первые секретари Тюменского горкома РСДРП(б)/РКП(б)
- 6 декабря 1917 — август 1918 — Шишков, Михаил Васильевич
- с 23 августа 1919 — Кармашёв, Владимир

#### Секретари Тюменского уездно-городского горкома РКП(б)
- 1920 — 23 февраля 1921 — Оловянников, Александр Николаевич
- с 1921 — Ляхов, Василий

## СССР (1922—1991)

### Советские органы

#### Председатели Тюменского горсовета
- июнь 1932 — август 1934 — Савинов, Александр Афанасьевич
- август 1934 — 7 сентября 1938 — Пичугин, Иван Ефимович

#### Председатели Тюменского горисполкома
- август 1938 — 4 ноября 1944 — Загриняев, Степан Фёдорович
- 1943—1945 — Богонастюк, Иван Маркелович
- 18 марта 1945 — июль 1953 — Переузенко, Андрей Евдокимович
- март 1955—1960 — Потапов, Пётр Петрович
- 1960—1962 — Корнев, Павел Дмитриевич
- октябрь 1962—1970 — Зайченко, Виталий Витальевич
- 1970—1973 — Щербанёв Л. Ф.
- 1973—1977 — Ханжин, Анатолий Иванович
- 1977—1983 — Залесов, Евгений Алексеевич
- 1983—1986 — Горбунов, Александр Фомич
- 1986—1988 — Токарь, Виктор Андреевич
- 1988—1990 — Болотов, Сергей Николаевич
- 1990 — Ларионов, Анатолий Степанович

### Партийные органы

#### Первые секретари Тюменского горкома РКП(б)/ВКП(б)/КПСС
- апрель 1934 - 1936 — Павлов Ф. А.
- 1936 - 1937 — Тарасов, Алексей Архипович
- декабрь 1937 — март 1938 — Божко, Михаил Митрофанович
- март 1938 - Трифонов, Александр Степанович
- 1940—1943 — Купцов, Дмитрий Семёнович
- 1943—1944 — Осипов, Александр Николаевич
- 29 ноября 1947—1950 — Ремнёв, Антон Иванович
- 1951—1961 — Пацко, Семён Константинович
- 1961—1967 — Меркулов, Юрий Константинович
- 1967—1969 — Богомяков, Геннадий Павлович
- 1969—1975 — Рогачёв, Юрий Михайлович
- 1975—1978 — Уграк, Владимир Дмитриевич
- 1978—1984 — Шаповалов, Игорь Александрович
- 1984—1988 — Холявко, Виктор Гаврилович
- 1988—1991 — Токарь, Виктор Андреевич

## Постсоветский период

### Председатели Тюменского горсовета
В 1990 году была введена должность председателя Тюменского городского Совета народных депутатов:
- 1990 — 24 декабря 1991 — Райков, Геннадий Иванович
- декабрь 1991 — январь 1993 — Киричук, Степан Михайлович

### Главы администрации города
- 24 декабря 1991 — январь 1993 — Райков, Геннадий Иванович
- январь 1993 — 16 марта 1996 года — Киричук, Степан Михайлович

### Главы города
В 1996 году были впервые проведены всенародные выборы главы города (мэра):
- 1996 — апрель 2005 — Киричук, Степан Михайлович

### Главы города — председатели городской Думы
В 2005 году была введена двуглавая система управления городом: главой города стал председатель Тюменской городской Думы, а глава администрации превратился в сити-менеджера.
- апрель 2005 — 12 декабря 2011 — Медведев, Сергей Михайлович
- 28 февраля 2012 — 9 сентября 2018 — Еремеев, Дмитрий Владимирович

### Сити-менеджеры
- 12 апреля — 22 ноября 2005 — Якушев, Владимир Владимирович
- 22 декабря 2005 — 10 мая 2007 — Сметанюк, Сергей Иванович
- 5 июля 2007 — 3 февраля 2011 — Куйвашев, Евгений Владимирович
- 25 февраля 2011 — 29 мая 2018 — Моор, Александр Викторович

### Главы города
В 2018 году вернулись к системе, при которой главой города является глава администрации:
- 8 октября 2018 — 30 мая 2024 — Кухарук, Руслан Николаевич
- 27 июня 2024 — Афанасьев, Максим Викторович